# Characters
Characters — двадцать первый студийный альбом американского певца, музыканта и автора песен Стиви Уандера, вышедший в 1987 году на лейбле Motown Records.

## Описание
| Оценки критиков               | Оценки критиков |
| Источник                      | Оценка          |
| ----------------------------- | --------------- |
| AllMusic                      | [ 1 ]           |
| Chicago Tribune               | (favorable)     |
| Robert Christgau              | A−              |
| Los Angeles Times             | [ 4 ]           |
| MusicHound                    | [ 5 ]           |
| Q                             | [ 6 ]           |
| The Rolling Stone Album Guide | [ 7 ]           |
| Rolling Stone                 | (mixed)         |
| The New York Times            | (favourable)    |

Альбом получил смешанные отзывы критиков и дебютировал под номером 17 в чарте Billboard 200. Characters стал первым альбомом Уандера после Music of My Mind, который не попал в первую десятку чарта.
В рамках промоушена альбома Уандер участвовал в одночасовом выпуске на MTV, где в том числе исполнил неизданный материал и спел дуэтом со Стиви Рэй Воном.
Characters был номинирован на премию «Грэмми» за лучшее мужское вокальное исполнение в стиле ритм-н-блюз (1988). Сингл «Skeletons» принёс Уандеру две номинации на премию «Грэмми» — за лучшее мужское вокальное исполнение в стиле ритм-н-блюз и за лучшую песню в стиле ритм-н-блюз (1987).

## Список песен
Все песни написаны Стиви Уандером, если не указано иное.
Сторона А
1. «You Will Know[англ.]» — 5:00
2. «Dark ’n’ Lovely» (Гэри Берд, Стиви Уандер) — 4:39
3. «In Your Corner» — 4:30
4. «With Each Beat of My Heart» — 5:28
5. «One of a Kind» — 5:10

Сторона Б
1. «Skeletons[англ.]» — 5:24
2. «Get It[англ.]» (дуэт с Майклом Джэксоном) — 4:31
3. «Galaxy Paradise» — 3:52
4. «Cryin’ Through the Night» — 5:48
5. «Free» — 4:12

Бонус-треки, выпущенные на CD
1. «Come Let Me Make Your Love Come Down» (при участии Би Би Кинга & Стиви Рэй Вона) — 5:20
2. «My Eyes Don’t Cry» — 7:05

## Участники записи
- Стиви Уандер — аранжировка, синтезаторы (треки 1-4, 6-7, 9, 11), басовый синтезатор (1, 9), синтезаторные трубы (12), фортепиано (9-10), клавишные (включая клавесин — 10), вокал (все треки), бэк-вокал (1-2, 4, 7), бас-гитара (2, 7-8, 11-12), ударные (1-2, 4-9), перкуссия (1-2, 4, 6-7), струнные (1), колокольчики (1), драм-машина (3), губная гармоника (5)
- Майкл Джексон — вокал (7)
- Стиви Рэй Вон — гитара (11)
- Би Би Кинг — гитара (11)
- Мэри Ли Эванс — бэк-вокал (6, 7)
- Бен Бриджес — электрогитара (7)
- Гэри Олазабал — звукоинженер, ассоциированный продюсер, микширование, программирование

Звукозапись проводилась в студии Livingstone Studios, Лондон, Великобритания.

## Чарты

### Недельные чарты
| Чарт (1987–1988)                       | Высшая позиция |
| -------------------------------------- | -------------- |
| Australian Kent Music Report           | 23             |
| Austrian Albums Chart                  | 21             |
| Canadian RPM Albums Chart              | 31             |
| Dutch Albums Chart                     | 53             |
| French SNEP Albums Chart               | 35             |
| Italian Albums Chart                   | 5              |
| Japanese Oricon Albums Chart           | 13             |
| Swedish Albums Chart                   | 16             |
| Swiss Albums Chart                     | 23             |
| UK Albums Chart                        | 33             |
| U.S. Billboard 200                     | 17             |
| West German Media Control Albums Chart | 55             |

### Чарты по итогам года
| Чарт (1987) | Позиция |
| ----------- | ------- |
| Италия      | 37      |

## Сертификации
| Регион                                                      | Сертификация | Продажи    |
| ----------------------------------------------------------- | ------------ | ---------- |
| Франция (SNEP)                                              | Золотой      | 81,800     |
| Япония (Oricon Charts)                                      | —            | 73,000     |
| Великобритания (BPI)                                        | Золотой      | 100 000^   |
| США (RIAA)                                                  | Платиновый   | 1 000 000^ |
| ^ Данные о тиражах приведены только на основе сертификации. |              |            |